# Minden idők 100 legjobb amerikai filmje
Az Amerikai Filmintézet (American Film Institute) 1998-ban kiválasztotta minden idők 100 legjobb amerikai filmjét, mely része a Filmintézet által az amerikai film 100 évének alkalmából indított 100 év, 100 film sorozatának. 2007-ben, az összeállítás 10. évfordulója alkalmából újra kiválasztották a 100 legjobb amerikai filmet.

## A 2007-es lista
| Helyezés | Magyar cím                                                                             | Eredeti cím                                       | Rendező                                | Év   |
| -------- | -------------------------------------------------------------------------------------- | ------------------------------------------------- | -------------------------------------- | ---- |
| 1.       | Aranypolgár                                                                            | Citizen Kane                                      | Orson Welles                           | 1941 |
| 2.       | A Keresztapa                                                                           | The Godfather                                     | Francis Ford Coppola                   | 1972 |
| 3.       | Casablanca                                                                             | Casablanca                                        | Kertész Mihály                         | 1942 |
| 4.       | Dühöngő bika                                                                           | Raging Bull                                       | Martin Scorsese                        | 1980 |
| 5.       | Ének az esőben                                                                         | Singin’ in the Rain                               | Stanley Donen                          | 1952 |
| 6.       | Elfújta a szél                                                                         | Gone with the Wind                                | Victor Fleming                         | 1939 |
| 7.       | Arábiai Lawrence                                                                       | Lawrence of Arabia                                | David Lean                             | 1962 |
| 8.       | Schindler listája                                                                      | Schindler’s List                                  | Steven Spielberg                       | 1993 |
| 9.       | Szédülés                                                                               | Vertigo                                           | Alfred Hitchcock                       | 1958 |
| 10.      | Óz, a csodák csodája                                                                   | The Wizard of Oz                                  | Victor Fleming                         | 1939 |
| 11.      | Nagyvárosi fények                                                                      | City Lights                                       | Charlie Chaplin                        | 1931 |
| 12.      | Az üldözők                                                                             | The Searchers                                     | John Ford                              | 1956 |
| 13.      | Csillagok háborúja                                                                     | Star Wars                                         | George Lucas                           | 1977 |
| 14.      | Psycho                                                                                 | Psycho                                            | Alfred Hitchcock                       | 1960 |
| 15.      | 2001: Űrodüsszeia                                                                      | 2001: A Space Odyssey                             | Stanley Kubrick                        | 1968 |
| 16.      | Alkony sugárút                                                                         | Sunset Boulevard                                  | Billy Wilder                           | 1950 |
| 17.      | Diploma előtt                                                                          | The Graduate                                      | Mike Nichols                           | 1967 |
| 18.      | A generális                                                                            | The General                                       | Buster Keaton                          | 1926 |
| 19.      | A rakparton                                                                            | On the Waterfront                                 | Elia Kazan                             | 1954 |
| 20.      | Az élet csodaszép                                                                      | It’s a Wonderful Life                             | Frank Capra                            | 1946 |
| 21.      | Kínai negyed                                                                           | Chinatown                                         | Roman Polański                         | 1974 |
| 22.      | Van, aki forrón szereti                                                                | Some Like It Hot                                  | Billy Wilder                           | 1959 |
| 23.      | Érik a gyümölcs                                                                        | The Grapes of Wrath                               | John Ford                              | 1940 |
| 24.      | E. T., a földönkívüli                                                                  | E.T. the Extra-Terrestrial                        | Steven Spielberg                       | 1982 |
| 25.      | Ne bántsátok a feketerigót!                                                            | To Kill a Mockingbird                             | Robert Mulligan                        | 1962 |
| 26.      | Becsületből elégtelen                                                                  | Mr. Smith Goes to Washington                      | Frank Capra                            | 1939 |
| 27.      | Délidő                                                                                 | High Noon                                         | Fred Zinnemann                         | 1952 |
| 28.      | Mindent Éváról                                                                         | All About Eve                                     | Joseph L. Mankiewicz                   | 1950 |
| 29.      | Gyilkos vagyok                                                                         | Double Indemnity                                  | Billy Wilder                           | 1944 |
| 30.      | Apokalipszis most                                                                      | Apocalypse Now                                    | Francis Ford Coppola                   | 1979 |
| 31.      | A máltai sólyom                                                                        | The Maltese Falcon                                | John Huston                            | 1941 |
| 32.      | A Keresztapa II.                                                                       | The Godfather Part II                             | Francis Ford Coppola                   | 1974 |
| 33.      | Száll a kakukk fészkére                                                                | One Flew Over the Cuckoo’s Nest                   | Miloš Forman                           | 1975 |
| 34.      | Hófehérke és a hét törpe                                                               | Snow White and the Seven Dwarfs                   | David Hand                             | 1937 |
| 35.      | Annie Hall                                                                             | Annie Hall                                        | Woody Allen                            | 1977 |
| 36.      | Híd a Kwai folyón                                                                      | The Bridge on the River Kwai                      | David Lean                             | 1957 |
| 37.      | Életünk legszebb évei                                                                  | The Best Years of Our Lives                       | William Wyler                          | 1946 |
| 38.      | A Sierra Madre kincse                                                                  | The Treasure of the Sierra Madre                  | John Huston                            | 1948 |
| 39.      | Dr. Strangelove, avagy rájöttem, hogy nem kell félni a bombától, meg is lehet szeretni | Dr. Strangelove                                   | Stanley Kubrick                        | 1964 |
| 40.      | A muzsika hangja                                                                       | The Sound of Music                                | Robert Wise                            | 1965 |
| 41.      | King Kong                                                                              | King Kong                                         | Merian C. Cooper, Ernest B. Schoedsack | 1933 |
| 42.      | Bonnie és Clyde                                                                        | Bonnie and Clyde                                  | Arthur Penn                            | 1967 |
| 43.      | Éjféli cowboy                                                                          | Midnight Cowboy                                   | John Schlesinger                       | 1969 |
| 44.      | Philadelphiai történet                                                                 | The Philadelphia Story                            | George Cukor                           | 1940 |
| 45.      | Idegen a vadnyugaton                                                                   | Shane                                             | George Stevens                         | 1953 |
| 46.      | Ez történt egy éjszaka                                                                 | It Happened One Night                             | Frank Capra                            | 1934 |
| 47.      | A vágy villamosa                                                                       | A Streetcar Named Desire                          | Elia Kazan                             | 1951 |
| 48.      | Hátsó ablak                                                                            | Rear Window                                       | Alfred Hitchcock                       | 1954 |
| 49.      | Türelmetlenség                                                                         | Intolerance                                       | D. W. Griffith                         | 1916 |
| 50.      | A Gyűrűk Ura: A Gyűrű Szövetsége                                                       | The Lord of the Rings: The Fellowship of the Ring | Peter Jackson                          | 2001 |
| 51.      | West Side Story                                                                        | West Side Story                                   | Jerome Robbins, Robert Wise            | 1961 |
| 52.      | Taxisofőr                                                                              | Taxi Driver                                       | Martin Scorsese                        | 1976 |
| 53.      | A szarvasvadász                                                                        | The Deer Hunter                                   | Michael Cimino                         | 1978 |
| 54.      | MASH                                                                                   | M*A*S*H                                           | Robert Altman                          | 1970 |
| 55.      | Észak-Északnyugat                                                                      | North by Northwest                                | Alfred Hitchcock                       | 1959 |
| 56.      | A cápa                                                                                 | Jaws                                              | Steven Spielberg                       | 1975 |
| 57.      | Rocky                                                                                  | Rocky                                             | John G. Avildsen                       | 1976 |
| 58.      | Aranyláz                                                                               | The Gold Rush                                     | Charlie Chaplin                        | 1925 |
| 59.      | Nashville                                                                              | Nashville                                         | Robert Altman                          | 1975 |
| 60.      | Kacsaleves                                                                             | Duck Soup                                         | Leo McCarey                            | 1933 |
| 61.      | Sullivan utazásai                                                                      | Sullivan’s Travels                                | Preston Sturges                        | 1941 |
| 62.      | American Graffiti                                                                      | American Graffiti                                 | George Lucas                           | 1973 |
| 63.      | Kabaré                                                                                 | Cabaret                                           | Bob Fosse                              | 1972 |
| 64.      | Hálózat                                                                                | Network                                           | Sidney Lumet                           | 1976 |
| 65.      | Afrika királynője                                                                      | The African Queen                                 | John Huston                            | 1951 |
| 66.      | Az elveszett frigyláda fosztogatói                                                     | Raiders of the Lost Ark                           | Steven Spielberg                       | 1981 |
| 67.      | Nem félünk a farkastól                                                                 | Who’s Afraid of Virginia Woolf?                   | Mike Nichols                           | 1966 |
| 68.      | Nincs bocsánat                                                                         | Unforgiven                                        | Clint Eastwood                         | 1992 |
| 69.      | Aranyoskám                                                                             | Tootsie                                           | Sydney Pollack                         | 1982 |
| 70.      | Mechanikus narancs                                                                     | A Clockwork Orange                                | Stanley Kubrick                        | 1971 |
| 71.      | Ryan közlegény megmentése                                                              | Saving Private Ryan                               | Steven Spielberg                       | 1998 |
| 72.      | A remény rabjai                                                                        | The Shawshank Redemption                          | Frank Darabont                         | 1994 |
| 73.      | Butch Cassidy és a Sundance kölyök                                                     | Butch Cassidy and the Sundance Kid                | George Roy Hill                        | 1969 |
| 74.      | A bárányok hallgatnak                                                                  | The Silence of the Lambs                          | Jonathan Demme                         | 1991 |
| 75.      | Forró éjszakában                                                                       | In the Heat of the Night                          | Norman Jewison                         | 1967 |
| 76.      | Forrest Gump                                                                           | Forrest Gump                                      | Robert Zemeckis                        | 1994 |
| 77.      | Az elnök emberei                                                                       | All the President’s Men                           | Alan J. Pakula                         | 1976 |
| 78.      | Modern idők                                                                            | Modern Times                                      | Charlie Chaplin                        | 1936 |
| 79.      | Vad banda                                                                              | The Wild Bunch                                    | Sam Peckinpah                          | 1969 |
| 80.      | Legénylakás                                                                            | The Apartment                                     | Billy Wilder                           | 1960 |
| 81.      | Spartacus                                                                              | Spartacus                                         | Stanley Kubrick                        | 1960 |
| 82.      | Virradat                                                                               | Sunrise: A Song of Two Humans                     | Friedrich Wilhelm Murnau               | 1927 |
| 83.      | Titanic                                                                                | Titanic                                           | James Cameron                          | 1997 |
| 84.      | Szelíd motorosok                                                                       | Easy Rider                                        | Dennis Hopper                          | 1969 |
| 85.      | Botrány az operában                                                                    | A Night at the Opera                              | Sam Wood                               | 1935 |
| 86.      | A szakasz                                                                              | Platoon                                           | Oliver Stone                           | 1986 |
| 87.      | Tizenkét dühös ember                                                                   | 12 Angry Men                                      | Sidney Lumet                           | 1957 |
| 88.      | Párducbébi                                                                             | Bringing Up Baby                                  | Howard Hawks                           | 1938 |
| 89.      | Hatodik érzék                                                                          | The Sixth Sense                                   | M. Night Shyamalan                     | 1999 |
| 90.      | Egymásnak születtünk                                                                   | Swing Time                                        | George Stevens                         | 1936 |
| 91.      | Sophie választása                                                                      | Sophie’s Choice                                   | Alan J. Pakula                         | 1982 |
| 92.      | Nagymenők                                                                              | Goodfellas                                        | Martin Scorsese                        | 1990 |
| 93.      | Francia kapcsolat                                                                      | The French Connection                             | William Friedkin                       | 1971 |
| 94.      | Ponyvaregény                                                                           | Pulp Fiction                                      | Quentin Tarantino                      | 1994 |
| 95.      | Az utolsó mozielőadás                                                                  | The Last Picture Show                             | Peter Bogdanovich                      | 1971 |
| 96.      | Szemet szemért                                                                         | Do the Right Thing                                | Spike Lee                              | 1989 |
| 97.      | Szárnyas fejvadász                                                                     | Blade Runner                                      | Ridley Scott                           | 1982 |
| 98.      | Yankee Doodle Dandy                                                                    | Yankee Doodle Dandy                               | Kertész Mihály                         | 1942 |
| 99.      | Toy Story – Játékháború                                                                | Toy Story                                         | John Lasseter                          | 1995 |
| 100.     | Ben-Hur                                                                                | Ben-Hur                                           | William Wyler                          | 1959 |

## Külső hivatkozások
- A lista az American Film Institute honlapján (flash)